# Dr Dee
 (décembre 2012).
Si vous disposez d'ouvrages ou d'articles de référence ou si vous connaissez des sites web de qualité traitant du thème abordé ici, merci de compléter l'article en donnant les références utiles à sa vérifiabilité et en les liant à la section « Notes et références ».
Dr Dee est un opéra de Damon Albarn, éloigné de ses projets traditionnels (Blur, Gorillaz, The Good, The Bad & The Queen, etc.) mais proche de ses goûts personnels.

## Réalisation
Sorti en 2012, il a été enregistré à Londres et mélange des styles et instruments aussi divers que la viole, la kora, les percussions du batteur Tony Allen et l'orchestre philharmonique de la BBC, le folk pastoral et les polyphonies de Palace Voices. L'album a été mixé en Islande. Il s'inspire de l’histoire de John Dee, scientifique anglais, mathématicien, astronome, alchimiste et conseiller personnel de la reine Élisabeth Ire ayant vécu au XVIe siècle.
Cet opéra a été monté en 2011 à Manchester, puis repris en juin et juillet à Londres avant de sortir en disque.

## Histoire
L'opéra retrace la vie du cartographe et mathématicien John Dee considéré comme un précurseur de la construction de l'Empire britannique. L'identité anglaise est l'un des thèmes majeurs de cet opéra.
L'opéra se divise en un prologue et deux actes. Dans le prologue, un défilé des figures de l'histoire sociale de l'Angleterre est mis en scène (punk, suffragettes, banquier de la City, W. G. Grace, l'amiral Nelson). Le premier acte raconte l'ascension de John Dee jusqu'à ce qu'il devienne le conseiller d'Élisabeth Ire. Le second acte raconte lui la déchéance de Dee et son expulsion de la cour, dans la scène finale ("The Dancing King") il apparait dans son lit de mort.

## Liste des titres
1. The Golden Dawn (L'Aube dorée)
2. Apple Carts
3. O Spirit, Animate Us
4. The Moon Exalted
5. A Man Of England
6. Saturn
7. Coronation (Couronnement)
8. The Marvelous Dream
9. A Prayer
10. Edward Kelley
11. Preparation
12. 9 Point Star
13. Temptation Comes In The Afternoon
14. Watching The Fire That Waltzed Away
15. Moon (Interlude)
16. Cathedrals
17. Tree of Beauty
18. The Dancing King (Le Roi dansant)